# Vafsi
Vafsi (Tati : ووسی , Vowsi) ist ein Dialekt von Tati (eine nordwestiranische Sprache), der im Dorf Vafs und Umgebung in der iranischen Provinz Markazi gesprochen wird. Die persische Variante der arabischen Schrift wird verwendet. Vafsi ist zwar eng mit anderen tatischen Dialekten sowie anderen kaspischen Sprachen wie Talisch oder Gilaki verwandt, doch es gibt auch viele Ähnlichkeiten mit dem Persischen. Vafsi wird von etwa 18.000 Menschen gesprochen (2003).

## Zahlen
Ziffern werden in der IPA transkribiert. Man kann viele Überschneidungen mit der persischen Sprache erkennen.
| 1. jej         | 21. vis-o-jej    |
| 2. do          | 22. vis-o-do     |
| 3. sɛ          | 23. vis-o-sɛ     |
| 4. t͡ʃɑr        | 24. vis-o-t͡ʃɑr   |
| 5. pɛd͡ʒ        | 25. vis-o-ped͡ʒ   |
| 6. ʃiʃ         | 26. vis-o-ʃiʃ    |
| 7. hæf(d)      | 27. vis-o-hæf(d) |
| 8. hæʃ(d)      | 28. vis-o-hæʃ(d) |
| 9. no          | 29. vis-o-no     |
| 10. dæ(h)      | 30. si           |
| 11. jɑzdæ(h)   | 40. t͡ʃɛl         |
| 12. dævazdæ(h) | 50. pænd͡ʒɑ       |
| 13. sizdæ(h)   | 60. ʃas(d)       |
| 14. t͡ʃɑrdæ(h)  | 70. hæftɑd       |
| 15. panzæ(h)   | 80. hæʃtɑd       |
| 16. ʃanzæ(h)   | 90. nævæd        |
| 17. hɛvdæ(h)   | 100. sæd         |
| 18. hɛʒdæ(h)   | 200. divisd      |
| 19. nuzæ(h)    | 1000. hæzɑr      |
| 20. vis        | 2000. do hæzɑr   |